# Zygaspis nigra
Zygaspis nigra е вид влечуго от семейство Червеобразни гущери (Amphisbaenidae). Видът не е застрашен от изчезване.

## Разпространение и местообитание
Разпространен е в Ангола, Замбия и Намибия (Ивица Каприви).
Обитава наводнени райони и гористи местности.